# Stockage optique de données 5D
Le stockage optique de données 5D (parfois connu sous le nom de cristal à mémoire de Superman, en référence au cristaux de mémoires utilisés dans les films Superman) est un verre nanostructuré pour l'enregistrement de données numériques 5-D en utilisant un procédé d'écriture laser femtoseconde. Le cristal à mémoire peut stocker jusqu'à 360 téraoctets (To) de données, pendant des milliards d'années,,,. Le concept a fait l'objet d'une démonstration expérimentale en 2013,,. À partir de 2018, la technologie est utilisée en production par l'Arch Mission Foundation ; ses premier et deuxième disques ont été donnés à Elon Musk qui en conserve un dans sa bibliothèque personnelle et l'autre étant placé à bord du Tesla Roadster dans l'espace.

## Conception technique
Le concept fait appel au stockage optique de masse de données dans des matériaux transparents non photosensibles tels que le quartz fondu, réputé pour sa grande stabilité chimique et sa résistance. L'écriture à l'aide d'un laser femtoseconde a été proposée et démontrée pour la première fois en 1996,. Le support de stockage se compose de quartz fondu où les dimensions spatiales, l'intensité, la polarisation et la longueur d'onde sont utilisées pour coder les données. En introduisant des nanoparticules d'or ou d'argent dans le matériau, leurs propriétés plasmoniques peuvent être exploitées.
Jusqu'à 18 couches ont été testées en utilisant des paramètres optimisés avec une énergie d'impulsion lumineuse de 0,2 microjoule, une durée de 600 femtosecondes et une fréquence de répétition de 500 kHz. Les essais de durabilité à l'aide de mesures de vieillissement accéléré montrent que le temps de décroissance des nanogrammes est de 3 × 1020±1 ans à température ambiante (30 °C). À une température élevée de 189 °C, le temps de décomposition extrapolé est comparable à l'âge de l'Univers (13,8 × 109 années). En enregistrant des données avec un objectif d'ouverture numérique de 1,4 NA et une longueur d'onde de 250-350 nanomètres, on peut atteindre une capacité de 360 téraoctets.
On justifie la désignation « 5D » parce que les informations utilisent comme paramètre la taille, l'orientation et les trois dimensions spatiales. Elles peuvent être lues à l'aide d'une combinaison d'un microscope optique et d'un polariseur. La technique a été démontrée pour la première fois en 2010 par le laboratoire de Kazuyuki Hirao à l'université de Kyoto. De plus, la technologie a été développée par le groupe de recherche de Peter Kazansky au Centre de recherche en opto-électronique de l'université de Southampton,,,.